# 2020 год в спорте
Список 2020 год в спорте описывает спортивные события 2020 года. Из-за пандемии коронавируса некоторые соревнования отменены или перенесены сроки их проведения.

## События

### Январь
- 26 декабря — 5 января — Чемпионат мира по хоккею среди молодёжных команд ( Острава, Тршинец; Чехия)[1].
- 8—26 января — Чемпионат Азии по футболу среди молодёжных команд ()
- 9—22 января — III Зимние юношеские Олимпийские игры ( Лозанна, Швейцария)[2].
- 10—12 января — Чемпионат Европы по конькобежному спорту ( Херенвен; Нидерланды)[3].
- 10—26 января — Чемпионат Европы по гандболу среди мужчин ( Стокгольм, Мальме, Гётеборг Швеция; Вена и Грац Австрия; Тронхейм Норвегия)[4].
- 20—26 января — чемпионат Европы по фигурному катанию ( Грац, Австрия)[5].

### Февраль
- 3—9 февраля — чемпионат четырёх континентов по фигурному катанию ( Сеул, Южная Корея)[5].
- 12—23 февраля — чемпионат мира по биатлону ( Разун-Антерсельва, Италия)[6].
- 13—16 февраля — чемпионат мира по конькобежному спорту на отдельных дистанциях ( Солт-Лейк-Сити; США)[7]
- 25 февраля — 1 марта — Чемпионат Европы по биатлону ( Отепя; Эстония)[8].
- 28 февраля — 1 марта — чемпионат мира по конькобежному спорту в классическом многоборье и спринтерском многоборье ( Хамар; Норвегия)[9]

### Март
- 1—6 марта — чемпионат мира по хоккею с мячом в дивизионе В ( Иркутск, Шелехов; Россия).
- 2—8 марта — чемпионат мира по фигурному катанию среди юниоров ( Таллин; Эстония)[5].
- 22—29 марта — Чемпионат мира по настольному теннису среди команд ( Пусан, Южная Корея). Перенесён на июнь.
- 23—29 марта — чемпионат мира по фигурному катанию ( Монреаль; Канада)[5]. не состоялся.
- 28 марта—8 апреля — чемпионат мира по хоккею с мячом ( Иркутск, Шелехов; Россия). Перенесён на октябрь 2021 года.

### Апрель
- 16 — 26 апреля — Чемпионат мира по хоккею с шайбой среди юниорских команд ( Анн-Арбор, Плимут) Перенесен на октябрь.
- 25 апреля — 5 мая — Чемпионаты Америки по международным шашкам среди мужчин и среди женщин ( , Доминиканская республика). Перенесен на октябрь.

### Май
- 8—24 мая — чемпионат мира по хоккею с шайбой ( Цюрих и Лозанна, Швейцария)[10]. Отменён.
- 28 мая—1 июня — 41-й чемпионат мира по го ( Владивосток, Россия)[11]

### Июнь
- 12 июня—12 июля — Чемпионат Европы по футболу 2020 ( Европа). Перенесен на 2021 год.
- 12 июня—12 июля — Кубок Америки по футболу 2020 ( Авельянеда; Кордова; Буэнос-Айрес; Мендоса; Сантьяго-дель-Эстеро;  Барранкилья; Медельин; Богота; Кали). Перенесен на 2021 год.

### Июль
- 19 июля — 1 августа — Чемпионат Европы по футболу (юноши до 19 лет) ( Северная Ирландия)
- 24 июля — 9 августа — XXXII летние Олимпийские игры ( Токио, Япония)[12]. Перенесены на 2021 год.

### Август
- 25 августа — 6 сентября — XVI летние Паралимпийские игры ( Токио, Япония). Перенесены на 2021 год.

### Сентябрь
- 11 — 20 сентября — Чемпионат Европы по русским шашкам среди мужчин и женщин ( Йыгева, Эстония). Перенесены.

### Октябрь
- 5 — 13 октября — Чемпионат Европы по международным шашкам среди мужчин и женщин, чемпионат Европы в форматах блиц и рапид среди мужчин и женщин ( Анталия, Турция).

### Ноябрь
- 7 — 8 ноября — Чемпионат мира по международным шашкам в формате блиц и рапид среди мужчин и женщин ( Анталия, Турция).

### Декабрь
- 10 — 13 декабря — Финал Гран-при по фигурному катанию ( Пекин; КНР)[13].
- 15 — 29 декабря — матч за звание чемпионки мира по международным шашкам между Тамарой Тансыккужиной (Россия) и Натальей Садовской (Польша) ( Москва / Санкт-Петербург, Россия)[14][15]. Перенесен на 2021 год.